# Elaphoglossum cerussatum
Elaphoglossum cerussatum är en träjonväxtart som beskrevs av Tard. Elaphoglossum cerussatum ingår i släktet Elaphoglossum och familjen Dryopteridaceae. Inga underarter finns listade.